# Фонтенмор
Фонтенмор (фр. Fontainemore) — коммуна в Италии, располагается в автономном регионе Валле-д’Аоста.
Население составляет 444 человека (2008 г.), плотность населения составляет 14 чел./км². Занимает площадь 31 км². Почтовый индекс — 11020. Телефонный код — 0125.
Покровителем коммуны почитается святой Антоний Великий, празднование 17 января.

## Демография
Динамика населения:

## Галерея

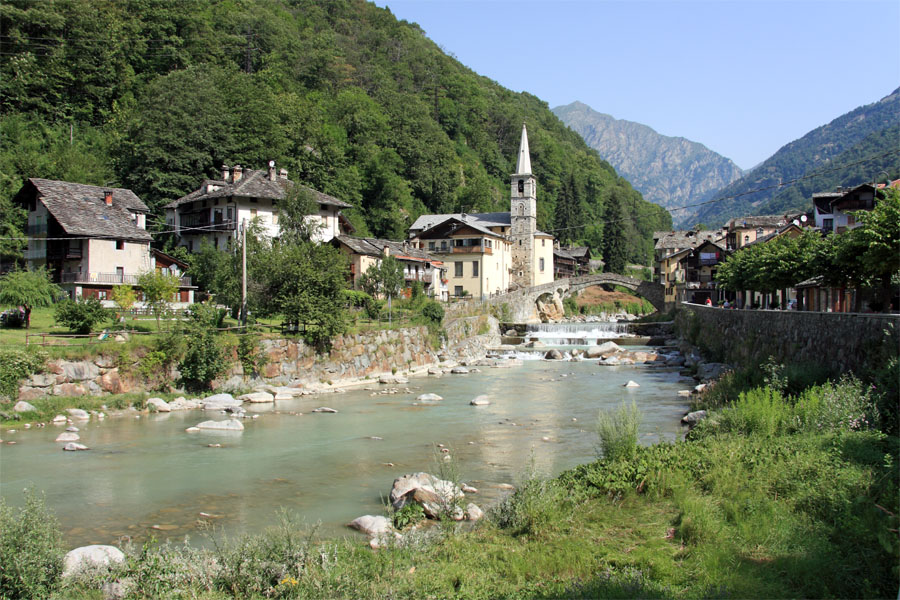
Приходской храм святого Антония
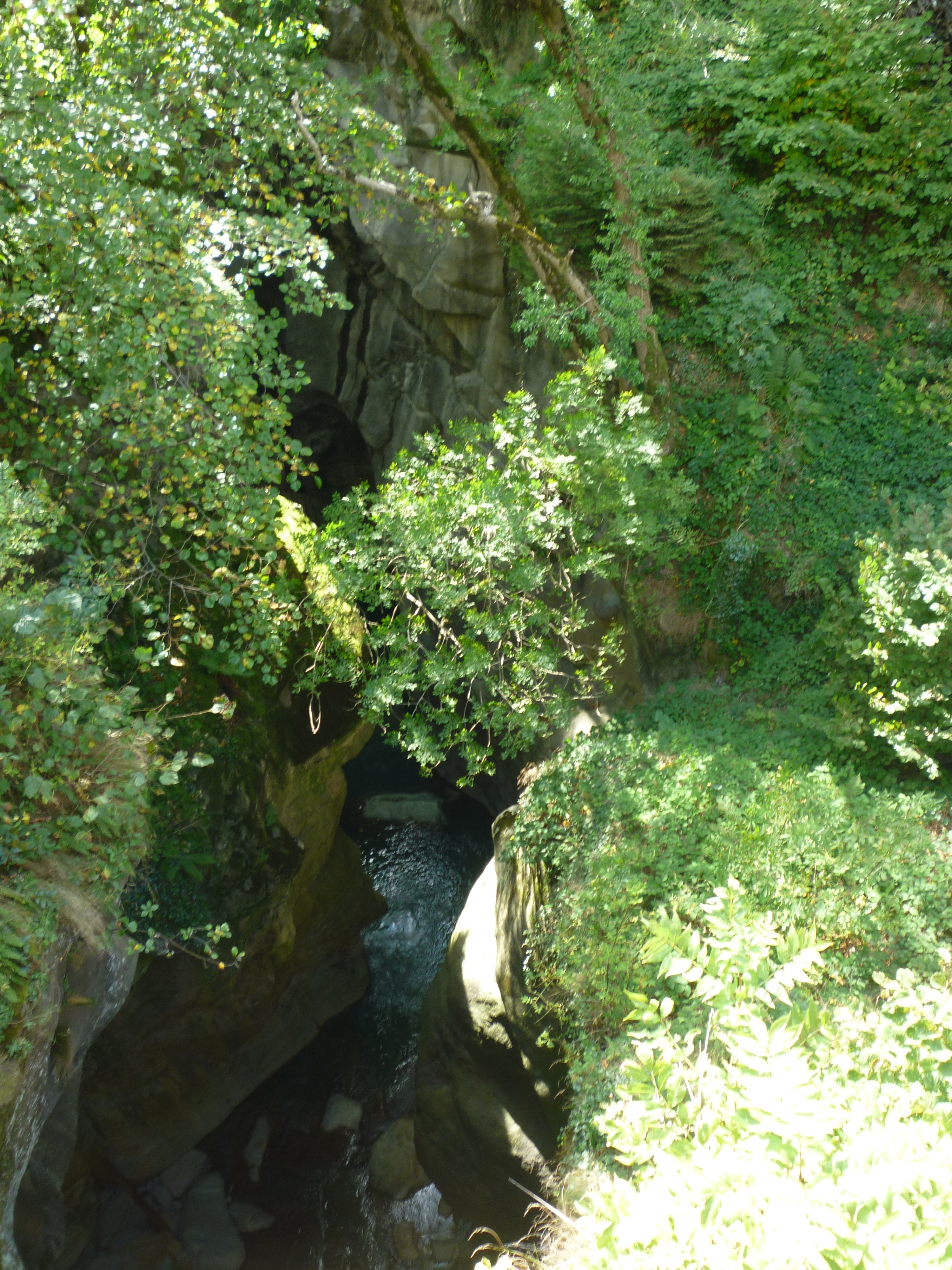
Пропасть Гильемор (фр. Guillemore)